# Finale mondiale de l'athlétisme 2005
Navigation
Édition précédente Édition suivante
La Finale mondiale de l'athlétisme 2005 s'est déroulée au Stade Louis-II de Monaco les 9 et 10 septembre 2005. Les deux épreuves du lancer du marteau ont eu lieu simultanément à Szombathely, en Hongrie.

## Résultats

### Hommes
| Épreuves         | Or                           | Argent                          | Bronze                                     |
| ---------------- | ---------------------------- | ------------------------------- | ------------------------------------------ |
| 100 m            | Marc Burns (TRI)             | Dwight Thomas (JAM)             | Aziz Zakari (GHA)                          |
| 200 m            | Tyson Gay (USA)              | Christopher Williams (JAM)      | Wallace Spearmon (USA)                     |
| 400 m            | Tyree Washington (USA)       | Timothy Benjamin (GBR)          | Chris Brown (BAH)                          |
| 800 m            | Wilfred Bungei (KEN)         | Yusuf Saad Kamel (BHR)          | Yuriy Borzakovskiy (BHR)                   |
| 1 500 m          | Ivan Heshko (UKR)            | Bernard Lagat (USA)             | Alex Kipchirchir (KEN)                     |
| 3 000 m          | Bernard Lagat (USA)          | Eliud Kipchoge (KEN)            | Augustine Choge Kiprono (KEN)              |
| 5 000 m          | Sileshi Sihine (ETH)         | Boniface Kiprop Toroitich (UGA) | Isaac Kiprono Songok (KEN)                 |
| 3 000 m steeple  | Paul Kipsiele Koech (KEN)    | Ezekiel Kemboi (KEN)            | Brimin Kipruto (KEN)                       |
| 110 m haies      | Allen Johnson (USA)          | Dominique Arnold (USA)          | Terrence Trammell (USA)                    |
| 400 m haies      | Bershawn Jackson (USA)       | Kemel Thompson (JAM)            | L. J. van Zyl (RSA)                        |
| Saut en hauteur  | Víctor Moya (CUB)            | Vyacheslav Voronin (RUS)        | Yaroslav Rybakov (RUS) Stefan Holm (SWE)   |
| Saut à la perche | Brad Walker (USA)            | Tim Lobinger (GER)              | Giuseppe Gibilisco (ITA) Igor Pavlov (RUS) |
| Saut en longueur | Dwight Phillips (USA)        | Miguel Pate (USA)               | James Beckford (JAM)                       |
| Triple saut      | Yoandris Betanzos (CUB)      | Jadel Gregório (BRA)            | Walter Davis (USA)                         |
| Poids            | Adam Nelson (USA)            | Joachim Olsen (DEN)             | Reese Hoffa (USA)                          |
| Disque           | Virgilijus Alekna (LTU)      | Gerd Kanter (EST)               | Zoltán Kővágó (HUN)                        |
| Marteau          | Olli-Pekka Karjalainen (FIN) | Vadzim Dzeviatouski (BLR)       | Krisztián Pars (HUN)                       |
| Javelot          | Tero Pitkämäki (FIN)         | Andreas Thorkildsen (NOR)       | Sergey Makarov (RUS)                       |

### Femmes
| Épreuves         | Or                        | Argent                         | Bronze                       |
| ---------------- | ------------------------- | ------------------------------ | ---------------------------- |
| 100 m            | Christine Arron (FRA)     | Veronica Campbell (JAM)        | Lauryn Williams (USA)        |
| 200 m            | Allyson Felix (USA)       | Veronica Campbell (JAM)        | Christine Arron (FRA)        |
| 400 m            | Sanya Richards (USA)      | Tonique Williams-Darling (BAH) | DeeDee Trotter (USA)         |
| 800 m            | Zulia Calatayud (CUB)     | Hasna Benhassi (MAR)           | Mayte Martínez (ESP)         |
| 1 500 m          | Maryam Yusuf Jamal (BHR)  | Tatyana Tomashova (RUS)        | Nataliya Evdokimova (RUS)    |
| 3 000 m          | Meseret Defar (ETH)       | Gelete Burka (ETH)             | Zakia Mrisho Mohamed (TAN)   |
| 5 000 m          | Meseret Defar (ETH)       | Tirunesh Dibaba (ETH)          | Berhane Adere (ETH)          |
| 3 000 m steeple  | Docus Inzikuru (UGA)      | Wioletta Janowska (POL)        | Mardrea Hyman (JAM)          |
| 100 m haies      | Michelle Perry (USA)      | Brigitte Foster-Hylton (JAM)   | Delloreen Ennis-London (JAM) |
| 400 m haies      | Lashinda Demus (USA)      | Yuliya Pechenkina (RUS)        | Sandra Glover (USA)          |
| Saut en hauteur  | Kajsa Bergqvist (SWE)     | Iryna Mykhalchenko (UKR)       | Vita Palamar (UKR)           |
| Saut à la perche | Yelena Isinbayeva (RUS)   | Monika Pyrek (POL)             | Tatyana Polnova (RUS)        |
| Saut en longueur | Anju Bobby George (IND)   | Grace Upshaw (USA)             |                              |
| Triple saut      | Chrysopiyí Devetzí (GRE)  | Tatyana Lebedeva (RUS)         | Yargelis Savigne (CUB)       |
| Poids            | Valerie Vili (NZL)        | Natallia Kharaneka (BLR)       | Olga Ryabinkina (RUS)        |
| Disque           | Natalya Sadova (RUS)      | Franka Dietzsch (GER)          | Aretha Thurmond (USA)        |
| Marteau          | Yipsi Moreno (CUB)        | Kamila Skolimowska (POL)       | Olga Kuzenkova (RUS)         |
| Javelot          | Olisdeilys Menéndez (CUB) | Steffi Nerius (GER)            | Sonia Bisset (CUB)           |